# Лига студентов-художников Нью-Йорка
Лига студентов-художников Нью-Йорка (англ. Art Students League of New York) — художественное учебное заведение (школа) в США, расположенная на Западной 57-й стрит в Нью-Йорке. На протяжении более сотни лет сохранила традиции по обучению как профессиональных художников, так и любителей, на приемлемых ценах, по удобному для обучающихся графику, охватывая студентов из всех слоев общества. Среди своих педагогов и выпускников в школе было много выдающихся художников самых разных течений в мире искусства. В школе имеется значительная постоянная коллекция студенческих и преподавательских работ, она издает собственный онлайн-журнал под названием LINEA.

## История
Была основана в 1875 году слушателями и выходцами Национальной академии дизайна, которых не устраивали существовавшие в Академии принципы обучения. Первоначально размещалась в арендованных помещениях в здании на пересечении 16-й стрит и Пятой авеню. Когда в 1877 году в Академии преподавание стало таким, как хотели организаторы новой школы, студенты решили проголосовать за сохранение своей программы обучения и школа была зарегистрирована в 1878 году. В число её влиятельных членов Совета директоров вошли художник Томас Икинс и скульптор Огастес Сент-Годенс. Ряды студентов росли и школа заняла более крупные помещения здания.
В 1889 году вместе с Обществом американских художников и Архитектурной лигой Нью-Йорка школа участвовала в создании Американского общества изящных искусств. Здание этого общества находится на Западной 57-й стрит 215 и является совместной с Лигой студентов-художников Нью-Йорка штаб-квартирой с 1892 года; оно входит в Национальный реестр исторических мест США и выполнено в стиле французского Ренессанса одним из основателей общества — архитектором Henry Janeway Hardenbergh.
В конце 1890-х и начале 1900-х годов в Лигу пришло учиться большое количество женщин-художниц, некоторые из них остались работать в школе. В 1920-х — 1930-х годах Лигой руководил художник Томас Харт Бентон, среди учеников которого был Джексон Поллок — художник, идеолог абстрактного экспрессионизма, оказавший значительное влияние на искусство второй половины XX века. В годы Второй мировой войны Лига продолжала работать и выпустила многих известных художников. С 1906 по 1922 год и с 1947 по 1979 год в Лиге действовала летняя школа живописи на Вудстоке, Нью-Йорк. В 1995 году в Лигу вошел кампус Vytlacil campus в Спаркилле, Нью-Йорк, переданный в дар его основателем — Вацлавом Вытлачилом.
В настоящее время Лига по-прежнему остается важной составной частью нью-йоркской художественной жизни. Она привлекает новых художников самых разных видов искусств, продолжая свою первоначальную миссию — дать доступ в художественные круги всем желающим, независимо от их финансовых возможностей или образования.